# Nizina Iszymska
Nizina Iszymska (ros.: Ишимская равнина, Iszymskaja rawnina; kaz.: Есіл жазығы, Jesyl żazygy), Step Iszymski (ros.: Ишимская степь, Iszymskaja stiep’; kaz.: Есіл даласы, Jesyl dalasy) – równina w azjatyckiej części Rosji i w Kazachstanie, część Niziny Zachodniosyberyjskiej, między Tobołem a Irtyszem. Leży na wysokości 120–140 m n.p.m. i zbudowana jest z neogenicznych osadów piaszczysto-gliniastych, przykrytych gliną lessową. Równina poprzecinana płytkimi dolinami rzecznymi. W obniżeniach występuje dużo jezior. W okresie letnim niektóre jeziora i rzeki wysychają. Na równinie dominują stepy łąkowe i lasy brzozowe na czarnoziemach i szarych glebach leśnych. Część południowa wykorzystana pod uprawę zbóż.